# Centro commerciale Itäkeskus

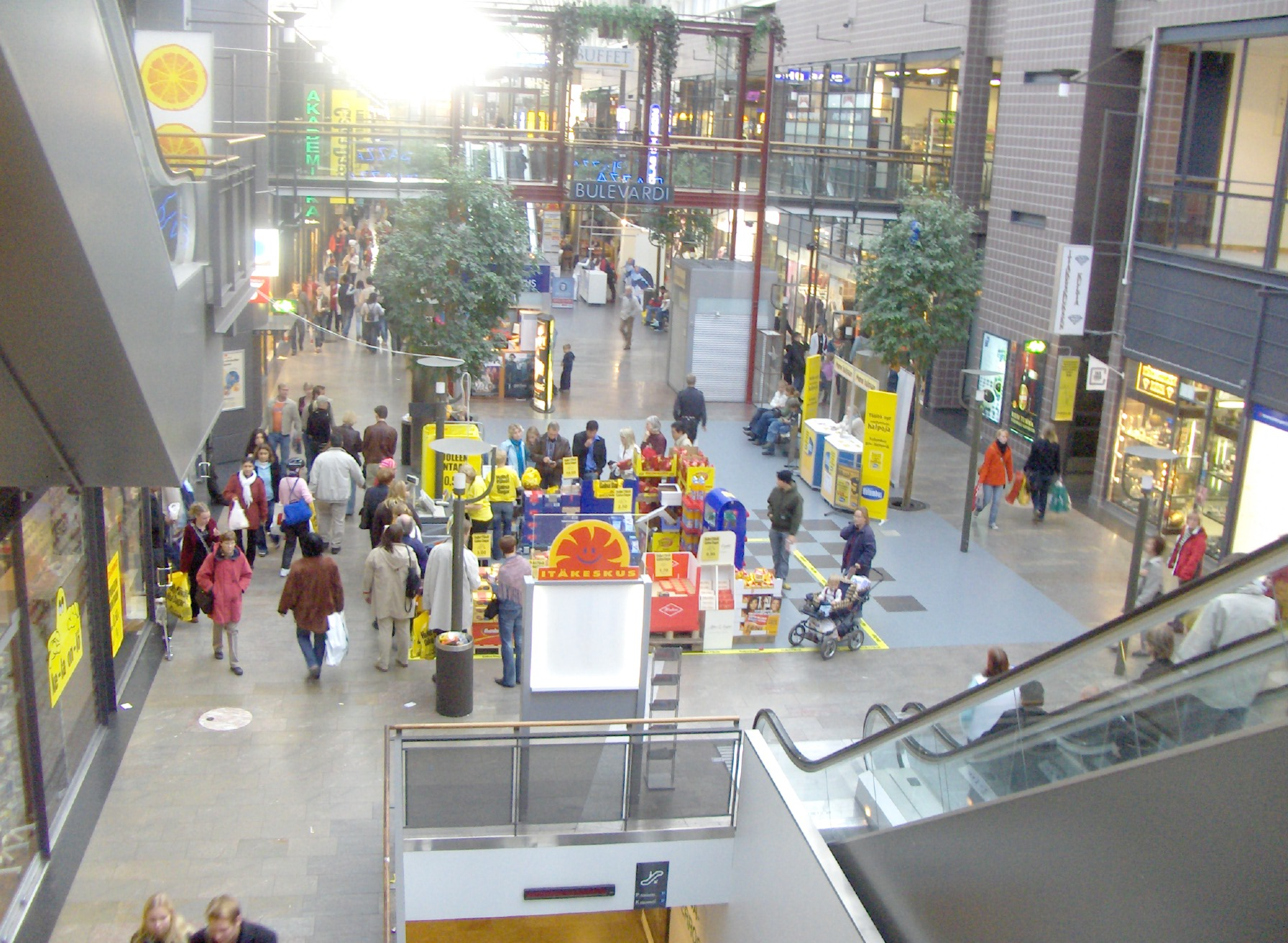

Il centro commerciale Itäkeskus è un centro commerciale localizzato nel distretto di Itäkeskus, nella zona est di Helsinki: è il maggior centro commerciale coperto dei paesi nordici, con un'area di 96.300 m² e quasi 240 distinti tipi di negozi (incluse circa 30 caffetterie e ristoranti). Possiede tremila posti di parcheggio ed una propria stazione della metro.
Il centro commerciale si divide in quattro sezioni: Pasaasi, Pikku-Bulevardi, Bulevardi e Piazza. Consta di cinque piani, con negozi ed altri servizi commerciali principalmente concentrati nei primi due. I piani restanti sono riservati principalmente par parcheggi e uffici. I negozi principali del complesso sono Stockmann, Anttila e H&M.
Il centro commerciale Itäkeskus è stato costruito in tre fasi. La sezione ora nota come Pasaasi fu completata nel 1984 con il nome di Itämarket (in finlandese "mercato est"), assieme alla stazione della metropolitana ed a 41 negozi. Dopo aver ottenuto un buon successo, nel settembre 1992 fu realizzata una prima estensione con 160 negozi aggiunti (gli attuali Bulevardi e Pikku-Bulevardi). La seconda espansione, che ha portato alla nascita di Piazza, fu inaugurata nel 2001. L'anno successivo, la proprietà di Itäkeskus venne ceduta dalla società detentrice, la Sponda Oyj, alla compagnia olandese Wereldhave NV.